# MANOLITO
MANOLITO is de protocolnaam van een peer-to-peer netwerk dat door Pablo Soto is ontwikkeld.
Het Manolito P2P network (MP2PN) wordt gebruikt door het programma Blubster, dat Pablo Soto in samenwerking met Optisoft ontwikkelde en dat in 2001 uitkwam. Toen deze samenwerking tot een einde kwam, startte Pablo een nieuwe project genaamd Piolet. Piolet is een programma dat gebaseerd is op de broncode van Blubster en ook verbinding maakt met hetzelfde netwerk.
MANOLITO is gebaseerd op het p2p-netwerk Gnutella en gebruikt UDP voor het uitvoeren van zoekopdrachten en TCP voor de overdracht van bestanden. Opvallend aan het Manolito netwerk is dat er enkel mp3-bestanden kunnen worden uitgewisseld.